# Litsea steenisii
Litsea steenisii är en lagerväxtart som beskrevs av André Joseph Guillaume Henri Kostermans. Litsea steenisii ingår i släktet Litsea och familjen lagerväxter. Inga underarter finns listade i Catalogue of Life.